# Europs illaesus
Europs illaesus es una especie de coleóptero de la familia Monotomidae.

## Distribución geográfica
Habita en Nicaragua.